# Dicaeum sanguinolentum
El picaflores sangrante (Dicaeum sanguinolentum) es una especie de ave paseriforme de la familia Dicaeidae endémica de Indonesia.

## Distribución y hábitat
Se encuentra en Java y algunas de las islas menores de la Sonda, en Indonesia. Su hábitat natural son los bosques húmedos tropicales.